# فیتلاکا دکاندرا
فیتلاکا دکاندرا (نام علمی: Phytolacca decandra) نام یک گونه از سرده سرخاب کولی است.